# Apreciació
Apreciació és l'augment en el preu d'una moneda pel que fa a una altra o unes altres sota un règim de tipus de canvi flexible; és a dir, del tipus de canvi pel que fa al preu de les altres monedes al mercat de divises. El fenomen contrari en aquest règim (que una moneda perdi valor al mercat cambiario) es coneix com a depreciació.
El comportament de la moneda local respecte a les altres es regeix per les lleis de l'oferta i demanda dins del mercat de canvi.